# Joseph Dominique Fabry-Garat
Pour les autres membres de la famille, voir Garat.
Œuvres principales
- Le Printemps et l'Amour,
- Elisca ou le Russe,
- l'Étoile du soir,
- Vais vous revoir,
- La Valse,
- La Mort d'Erbal,
- le Guerrier écossais, etc.

Joseph Dominique Garat, dit « Fabry-Garat » (né à Bordeaux le 29 octobre 1772 et mort à Paris le 10 février 1851), est un chanteur, professeur de chant et compositeur de romances français.

## Biographie
« Fabry-Garat », fils de Dominique Garat et frère consanguin de Pierre Jean Garat, le brillant chanteur qui fit les délices des salons aristocratiques durant l'Empire, naquit à Bordeaux en 1774. La nature lui avait donné une voix de ténor fort belle ; malheureusement, il ne songea pas à la cultiver dans l'âge où la souplesse de l'organe pouvait faciliter ses études, et surtout il négligea son éducation musicale qui, depuis lors est toujours restée incomplète.
Il commença par entrer dans l'armée ; mais, ne pouvant s'habituer à la sévérité de la discipline militaire, il donna sa démission.
De retour dans sa ville natale, Bordeaux, et déjà arrivé à l'âge de vingt-cinq ans, il se livra à l'art du chant. Doué d'une belle voix de ténor, il s'y prit trop tard pour l'assouplir, et il lui fut impossible de lui donner cette flexibilité qui seule constitue les grands chanteurs. Ce qui, surtout, fit défaut à Fabry Garat, ce fut une solide éducation musicale. Les maîtres, dont il suivit les leçons à son retour de l'armée furent, il est vrai, Mengozzi (d) et Ferrari ; mais l'élève était déjà trop âgé.
Séparé de ces deux artistes habiles, Fabry Garat vint ensuite à Paris, où son frère jouissait d'une grande et légitime réputation. Celui-ci lui donna des conseils et le mit entre les mains de Gérard, professeur au conservatoire impérial de musique, grand musicien, né à Liège, comme Grétry, ayant comme lui le goût uni au savoir.
Mais ce fut surtout aux conseils de son livre qu'il fut redevable des progrès qu'il fit dans le chant français, pour lequel il avait des dispositions particulières. Fabry Garat brillait surtout par l'expression des paroles qu'il « disait à merveille » ; exprimant avec âme les paroles des mélodies, il s'attacha surtout à l'interprétation des romances, genre de musique alors fort en vogue, et c'est à elles qu'il dut sa réputation. Il faisait admirer, en disant ces cantilènes, une prononciation nette et bien articulée, trésor rare, mais que possèdent généralement la plupart des chanteurs méridionaux.
Cultivant particulièrement le genre de la romance, auquel il a dû sa réputation, il en composait par instinct de fort jolies qui ont en beaucoup de succès ; on peut citer entre autres : Le printemps et l'amour, Elisca ou le Russe, l'Étoile du soir, Vais vous revoir, La valse, La mort d'Erbal, le Guerrier écossais, etc. Ses compositions musicales, qui forment huit recueils de romances et pièces fugitives, ont eu le plus grand succès, et sont recherchées avec le même empressement par les artistes et par les amateurs.

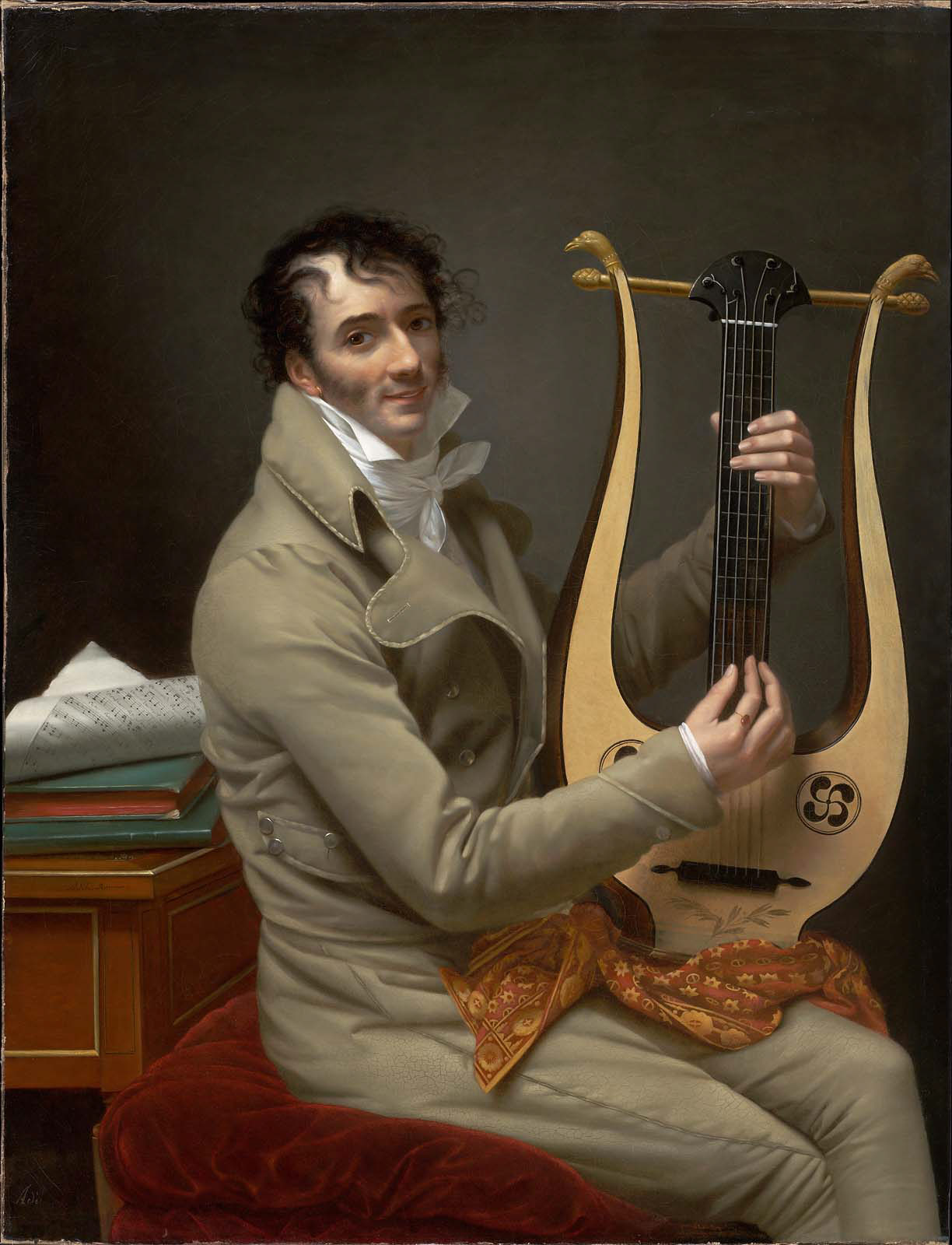
Portrait de Jean Dominique Fabry Garat s'accompagnant à la lyre, Adèle Romany, huile sur toile, Musée des beaux-arts de Boston.

Dans les premières années, Fabry Garat ne chantait que comme amateur, car il occupait, depuis 1808, un « emploi de finances » dans les départements de la Belgique. Lorsque la France eut perdu cette partie de son territoire (1814), il se vit privé de sa place car, à cette époque, le nom de Garat était un motif d'exclusion : on n'avait pas oublié que ce fut un Garat (son oncle Dominique Joseph, qui signifia au roi Louis XVI la sentence de mort.
Forcé de chercher des ressources dans son talent pour subvenir à son existence, Fabry Garat fut forcé de donner des leçons de chant, et voyagea pour donner des concerts.
Certaines de ses mélodies parurent en 1817 à Paris dans l'Almanach lyrique des Dames.
En 1830, il rentra enfin au ministère des Finances en qualité de sous-chef de bureau.
Franc-maçon, comme son père, son oncle et son frère aîné, le « frère » Fabry Garat est l'auteur, en 1806, d'un Chant funèbre et de Stances, qu'il chanta lors de la pompe funèbre de la « chère sœur » Elisabeth-Fortunée Muraire et, en 1807, d'un Chant funèbre maçonnique en l'honneur d'Alexandre Roëttiers de Montaleau.